# 三刺低鳍鲳
三刺低鰭鯧為輻鰭魚綱鱸形目鯧亞目鯧科的其中一種，分布於西大西洋區，從加拿大紐芬蘭島、聖羅倫斯灣至墨西哥灣海域，棲息深度15-420公尺，本魚身體橢圓形、側扁;眼中型，吻短而鈍，有點超出上突出的下顎，口小，沒有達到眼前緣的上頜尖，牙齒在頜骨很小，背鰭、臀鰭的鰭基部很長，胸鰭尾鰭深叉形;側線高，背輪廓;體上部淡藍色，下部銀色;具許多不規則的黑斑，體長可達30公分，棲息在中底層水域，成群活動，屬肉食性，以水母、甲殼類、箭蟲、魷魚等為食，可做為食用魚。

## 擴展閱讀
維基物種上的相關：三刺低鰭鯧